# Megaceros callistictus
Megaceros callistictus là một loài rêu trong họ Dendrocerotaceae. Loài này được Spruce Stephani mô tả khoa học đầu tiên năm 1916.